# Rocky Ridge (Utah)
Rocky Ridge é uma cidade  localizada no estado norte-americano de Utah, no Condado de Juab.

## Demografia
Segundo o censo norte-americano de 2000, a sua população era de 403 habitantes.
Em 2006, foi estimada uma população de 485, um aumento de 82 (20.3%).

## Geografia
De acordo com o United States Census Bureau tem uma área de
4,9 km², dos quais 4,9 km² cobertos por terra e 0,0 km² cobertos por água.

## Localidades na vizinhança
O diagrama seguinte representa as localidades num raio de 12 km ao redor de Rocky Ridge.